# Grothendieck-Universum
In der Mengenlehre ist ein Grothendieck-Universum (nach Alexander Grothendieck) eine Menge {\displaystyle U} (von Mengen), bei der die üblichen Mengenoperationen auf den Elementen von {\displaystyle U} nicht aus {\displaystyle U} hinausführen, das heißt, es handelt sich um ein Modell der Zermelo-Fraenkel-Mengenlehre, dessen mengentheoretische Operationen (Elementrelation, Potenzmengenbildung) mit denen der Zermelo-Fraenkel-Mengenlehre, in der sie definiert werden, übereinstimmen. Das Universenaxiom, das fordert, dass jede Menge Element eines Grothendieck-Universums ist, findet Anwendung in der Kategorientheorie und der algebraischen Geometrie und erweitert die Zermelo-Fraenkel-Mengenlehre zur Tarski-Grothendieck-Mengenlehre.

## Formale Definition
Eine Menge {\displaystyle U} heißt Grothendieck-Universum, falls sie folgende Axiome erfüllt:
- {\displaystyle x\in U\Longrightarrow x\subseteq U}: Ist {\displaystyle x} Element von {\displaystyle U}, so sind alle Elemente von {\displaystyle x} selbst auch Elemente von {\displaystyle U} (Transitivität).
- {\displaystyle x\in U\Longrightarrow {\mathcal {P}}(x)\in U}, wobei {\displaystyle {\mathcal {P}}} den Potenzmengenoperator bezeichnet: Ist {\displaystyle x} Element von {\displaystyle U}, so ist die Potenzmenge von {\displaystyle x} auch Element von {\displaystyle U}, und damit nach der vorherigen Bedingung auch alle Teilmengen von {\displaystyle x}.
- {\displaystyle x\in U\Longrightarrow \left\{x\right\}\in U}: Ist {\displaystyle x} Element von {\displaystyle U}, so ist die einelementige Menge {\displaystyle \{x\}} auch Element von {\displaystyle U}.
- Für jede Familie {\displaystyle \left\{x_{i}\right\}_{i\in I}} mit {\displaystyle I\in U} und {\displaystyle x_{i}\in U\;\forall \,i\in I} gilt: {\displaystyle \bigcup \left\{x_{i}:i\in I\right\}\in U}: Vereinigungen von Elementen von {\displaystyle U} sind wieder Elemente von {\displaystyle U}.
- {\displaystyle U} ist nicht leer.

Diese Definition entspricht derjenigen von P. Gabriel, vgl. Literatur. Mitunter wird auch die leere Menge als Grothendieck-Universum zugelassen, etwa im SGA.
Anders ausgedrückt ist ein Grothendieck-Universum ein Modell der Form {\displaystyle (U,\in )} der zweistufigen Version von ZFC (das heißt, das Ersetzungsaxiomenschema wird durch ein einziges Axiom in Logik zweiter Stufe mit Quantifizierung über Funktionen ersetzt).

## Unerreichbare Kardinalzahlen
Eine Kardinalzahl {\displaystyle \kappa } heißt (stark) unerreichbar, falls gilt:
- {\displaystyle \mathrm {card} \left(\cup \left\{x_{i}:i\in I\right\}\right)<\kappa } für jede Menge {\displaystyle \left\{x_{i}\right\}_{i\in I}} von Mengen mit {\displaystyle \,\mathrm {card} (I)<\kappa } und {\displaystyle \mathrm {card} (x_{i})<\kappa \quad \forall \,i\in I}
- {\displaystyle \alpha ^{\beta }<\kappa \quad \forall \,\alpha ,\beta <\kappa }

Die einzige in der Zermelo-Fraenkel-Mengenlehre ZFC bekannte unerreichbare Kardinalzahl ist {\displaystyle \aleph _{0}}. Die Existenz weiterer unerreichbarer Kardinalzahlen kann im Rahmen dieser Theorie nicht bewiesen werden (die Widerspruchsfreiheit derselben einmal angenommen), sondern muss durch ein neues Axiom postuliert werden.
Der Zusammenhang zwischen unerreichbaren Kardinalzahlen und Grothendieck-Universen wird nun durch folgenden Satz hergestellt:
Für eine Menge {\displaystyle \,U} sind folgende Eigenschaften äquivalent:
- {\displaystyle \,U} ist ein Grothendieck-Universum
- Es gibt eine unerreichbare Kardinalzahl {\displaystyle \kappa }, sodass eine und somit alle der folgenden äquivalenten Eigenschaften gelten:
  - {\displaystyle \kappa \subseteq U} und für jede Menge {\displaystyle X\subseteq U} gilt: {\displaystyle X\in U\Longleftrightarrow \mathrm {card} (X)<\kappa }
  - {\displaystyle U=V_{\kappa }} (siehe Von-Neumann-Hierarchie)
  - {\displaystyle U=H_{\kappa }=\{x\mid \mathrm {card} (TC(x))<\kappa \}} (siehe transitive Menge)[2]

Dieses {\displaystyle \kappa } ist gerade die Kardinalität von {\displaystyle \,U}.
Die Existenz von Grothendieck-Universen (außer solchen mit {\displaystyle \mathrm {card} (U)=\aleph _{0}=\mathrm {card} (\mathbb {N} )}, welche aber nur endliche Mengen enthalten und damit nicht als interessant gewertet werden) kann im Allgemeinen nicht im Rahmen der ZFC-Mengenlehre bewiesen werden, allerdings sind nur relativ schwache Zusatzvoraussetzungen notwendig, nämlich die Existenz weiterer unerreichbarer Kardinalzahlen.

## Anwendung in der Kategorientheorie
Unter Annahme der Existenz einer echten Klasse von unerreichbaren Kardinalzahlen können mit Hilfe von Grothendieck-Universen in der Kategorientheorie Aussagen über alle Mengen gemacht werden.
Es ist möglich, jeder unerreichbaren Kardinalzahl ein Grothendieck-Universum zuzuordnen. Um eine Aussage über alle Mengen machen zu können, wird für jede Menge eine entsprechende unerreichbare Kardinalzahl benötigt, die echt größer als die Kardinalität der Menge ist, damit ein passendes Grothendieck-Universum existiert, in welchem die gewünschten Konstruktionen durchgeführt werden können.